# Natalia Bush
Natalia Mesa Bush (Tenerife, 14 de diciembre de 1984) es una modelo, showgirl y actriz española que reside en Italia desde 2005. Su madre (Laura) es española y su padre (George) es sudafricano de origen, mitad estadounidense y mitad afrikáner. 
Natalia fue nombrada Miss Tenerife en 2005.

## Biografía
Nacida el 14 de diciembre de 1984 en Tenerife (Islas Canarias), fue nominada Miss Tenerife en 2005 y conquistó el concurso de belleza Miss Fashion TV Grecia en 2006.
En 2007 Natalia Bush fue portada en dos ocasiones de la revista española Interviú y protagonizó para dicha publicación el calendario de 2008. En Italia ha trabajado como colaboradora y presentadora de varios programas de televisión, donde también es cantante y está afincada desde 2005, tras ser coronada Miss Tenerife.
En 2005, después de haber sido llamada Miss Tenerife, Natalia ganó el concurso de belleza italiano, Girl of the Yearpor la marca de ropa íntima Roberta, y después fue elegida para anunciar productos de la misma marca. Ya en la televisión en Italia, Bush se convierte en bailarina y showgirl en un programa de televisión en el canal privado Canale Italia, como parte de un juego de preguntas llamado In bocca al lupo y realizado por Marco Predolin. En 2006 Natalia participa como showgirl y cantante en el programa de entretenimiento de Rai 1 I raccomandati realizado por Carlo Conti. En 2009, participó en "Bellissima - Cabaret Anticrisi" un espectáculo de Bagaglino.

## Televisión
- In bocca al lupo (Canale Italia, 2005)
- I raccomandati (Rai 1, 2006)
- Distraction Italia (Italia 1, 2007)
- La talpa 3 (Italia 1, 2008)
- Bellissima - Cabaret anticrisi (Canale 5, 2009)
- Fenomenal (Italia 1, 2011)

## Filmografía
- A light of passion, dirigida por Ulderico Acerbi - cinema (2008)
- La fidanzata di papà, dirigida por Enrico Oldoini - cinema (2008)
- The Lady - L'amore sconosciuto, dirigida por Lory Del Santo - webserie (2014)
- The Lady - L'odio passionale, dirigida por Lory Del Santo - webserie (2016)